# Pyramica inusitata
Pyramica inusitata är en myrart som först beskrevs av John E. Lattke 1992.  Pyramica inusitata ingår i släktet Pyramica och familjen myror. Inga underarter finns listade i Catalogue of Life.